# 赫恩利山 (瑞士阿爾卑斯山脈)
47°22′39″N 8°24′17″E / 47.37753°N 8.40473°E

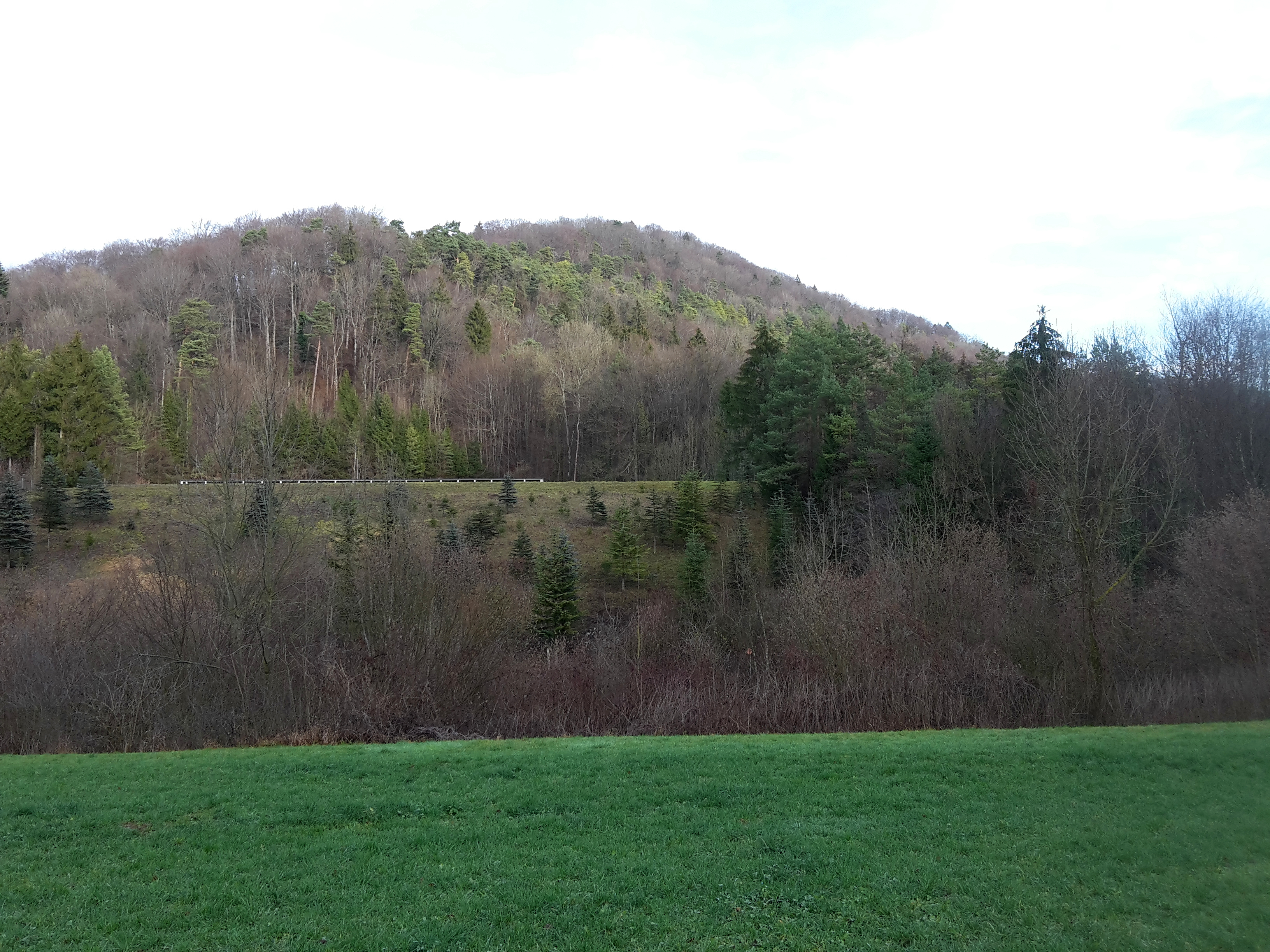

赫恩利山（Hörnli），是瑞士的山峰，位於該國北部，由蘇黎世州負責管轄，屬於瑞士阿爾卑斯山脈的一部分，海拔高度1,133米，每年平均降雨量1,869毫米。